# Histoire véritable de certains voyages périlleux et hazardeux
Histoire véritable de certains voyages périlleux et hazardeux est un recueil de récits sur les activités maritimes de la Saintonge, publiés, en 1599, par le capitaine Bruneau de Rivedoux chez l'imprimeur Thomas Portau, à Niort.

## Résumé
À la fin du XVIe siècle, Bruneau de Rivedoux réunit, sous le titre Histoire véritable..., huit textes, d'une dizaine de pages chacun, qui décrivent les activités maritimes des Saintongeais (commerce du vin, pêche à la morue à Terre Neuve, course contre les Ibériques), avec leur lot de fortunes de mer.
Le lecteur est conduit de la Bretagne aux Antilles (appelées Pérou), à Terre-Neuve, jusqu'au Brésil des cannibales.
Le livre du capitaine Bruneau est préfacé par Louis de La Blachière, pasteur protestant, avec lequel il est « allié », aux dires de l'auteur de la préface.

## Analyse
Ces huit aventures maritimes, relatées par Bruneau, s'inscrivent dans la tradition des histoires tragico-maritimes portugaises réunies par Bernardo Gomes de Brito en 1735-1736, récits tragiques et édifiants de naufrage au XVIe siècle.
Le voyage est l'allégorie de la vie, la mer est l'emblème de l'aventure et du danger. La tempête révèle la nature humaine, mise à l'épreuve par la volonté et la bonté de Dieu. Selon un commentateur, Bruneau de Rivedoux « décrit ainsi les étapes consécutives de la transgression et de la punition, qui constituent comme on sait deux caractéristiques fondamentales de l’histoire tragique ». Par ses références à l'histoire de Job et au Psaume 107, cet ouvrage est dédié au « pape des huguenots », Duplessis-Mornay. Il est le pendant huguenot de la littérature édifiante catholique, en même temps qu'il est aussi un témoignage rare sur l'activité maritime française sur les mers du Ponant au XVIe siècle.

## Œuvre
- Histoire véritable de certains voiages périlleux et hazardeux sur la mer, auxquels reluit la iustice de Dieu sur les uns, et sa miséricorde sur les autres: très-digne d'être leu, pour les choses rares et admirables qui y sont contenues. [archive] » du capitaine Bruneau Chez Th. Porthau, à Niort – 1599. Dans l'exemplaire numérisé par Gallica, mis en ligne en 2015 en fichier image, manquent les pages 25 à 48 sur le document original[5].
- Il existe deux autres exemplaires de cet ouvrage, l'un à la Bibliothèque Mazarine[6], l'autre à la British Library[7].
- Le texte original et intégral est disponible sur Wikisource [8], avec une table des matières pour accéder directement à chacun des huit récits.
- Histoire véritable de plusieurs voyages Adventureux, et perilleux ; faits sur la mer en diverses contrees. Ou se void la Iustice de Dieu reluire sur les uns, et sa misericorde sur les autres : Tresdigne d'estre leu pour les choses admirables qui y sont contenues, édition de l'année 1600, signée I. P. T**, capitaine de mer à Rouen, imprimée chez Jean Osmont, libraire de la cour du Palais (in-16°), 272 p., bibliothèque de l'Arsenal (8°.H 1465). Texte presque identique, variantes orthographiques, sans épigramme hexastique ni dédicace.